# ليو سانتانا
ليو سانتانا (بالبرتغالية: Léo Santana‏) هو ملحن برازيلي، ولد في 22 أبريل 1988 في سالفادور في البرازيل.

## وصلات خارجية
- ليو سانتانا على موقع IMDb (الإنجليزية)
- ليو سانتانا على موقع ميوزك برينز (الإنجليزية)